# Jouy-le-Potier
Jouy-le-Potier és un municipi francès, situat al departament del Loiret i a la regió de Centre – Vall del Loira. L'any 2007 tenia 1.355 habitants.

## Demografia

### Població
El 2007 la població de fet de Jouy-le-Potier era de 1.355 persones. Hi havia 510 famílies, de les quals 84 eren unipersonals (48 homes vivint sols i 36 dones vivint soles), 185 parelles sense fills, 205 parelles amb fills i 36 famílies monoparentals amb fills.
La població ha evolucionat segons el següent gràfic:
Habitants censats

### Habitatges
El 2007 hi havia 561 habitatges, 513 eren l'habitatge principal de la família, 32 eren segones residències i 16 estaven desocupats. 548 eren cases i 10 eren apartaments. Dels 513 habitatges principals, 419 estaven ocupats pels seus propietaris, 79 estaven llogats i ocupats pels llogaters i 14 estaven cedits a títol gratuït; 3 tenien una cambra, 18 en tenien dues, 52 en tenien tres, 117 en tenien quatre i 322 en tenien cinc o més. 433 habitatges disposaven pel capbaix d'una plaça de pàrquing. A 149 habitatges hi havia un automòbil i a 341 n'hi havia dos o més.

### Piràmide de població
La piràmide de població per edats i sexe el 2009 era:
| Homes | Edats   | Dones |
| ----- | ------- | ----- |
| 0     | 95 o +  | 4     |
| 0     | 90 a 94 | 4     |
| 8     | 85 a 89 | 16    |
| 8     | 80 a 84 | 12    |
| 24    | 75 a 79 | 28    |
| 4     | 70 a 74 | 4     |
| 24    | 65 a 69 | 12    |
| 44    | 60 a 64 | 20    |
| 28    | 55 a 59 | 24    |
| 40    | 50 a 54 | 68    |
| 60    | 45 a 49 | 72    |
| 60    | 40 a 44 | 64    |
| 72    | 35 a 39 | 60    |
| 44    | 30 a 34 | 48    |
| 24    | 25 a 29 | 20    |
| 32    | 20 a 24 | 24    |
| 52    | 15 a 19 | 32    |
| 56    | 10 a 14 | 60    |
| 64    | 5 a 9   | 52    |
| 36    | 0 a 4   | 40    |

## Economia
El 2007 la població en edat de treballar era de 960 persones, 759 eren actives i 201 eren inactives. De les 759 persones actives 724 estaven ocupades (366 homes i 358 dones) i 35 estaven aturades (16 homes i 19 dones). De les 201 persones inactives 73 estaven jubilades, 87 estaven estudiant i 41 estaven classificades com a «altres inactius».

### Ingressos
El 2009 a Jouy-le-Potier hi havia 524 unitats fiscals que integraven 1.400 persones, la mediana anual d'ingressos fiscals per persona era de 23.277 €.

### Activitats econòmiques
Dels 47 establiments que hi havia el 2007, 1 era d'una empresa alimentària, 4 d'empreses de fabricació d'altres productes industrials, 7 d'empreses de construcció, 11 d'empreses de comerç i reparació d'automòbils, 1 d'una empresa de transport, 3 d'empreses d'hostatgeria i restauració, 2 d'empreses d'informació i comunicació, 1 d'una empresa financera, 3 d'empreses immobiliàries, 3 d'empreses de serveis, 7 d'entitats de l'administració pública i 4 d'empreses classificades com a «altres activitats de serveis».
Dels 10 establiments de servei als particulars que hi havia el 2009, 1 era un taller de reparació d'automòbils i de material agrícola, 1 paleta, 2 guixaires pintors, 2 fusteries, 1 lampisteria, 1 electricista, 1 perruqueria i 1 restaurant.
Dels 2 establiments comercials que hi havia el 2009, 1 era una botiga de menys de 120 m² i 1 una botiga d'electrodomèstics.
L'any 2000 a Jouy-le-Potier hi havia 13 explotacions agrícoles que ocupaven un total de 600 hectàrees.

## Equipaments sanitaris i escolars
L'únic equipament sanitari que hi havia el 2009 era una farmàcia.
El 2009 hi havia 1 escola maternal i 1 escola elemental.

## Poblacions més properes
El següent diagrama mostra les poblacions més properes.